# 白山神社 (御嵩町伏見)
白山神社（はくさんじんじゃ）は、岐阜県可児郡御嵩町伏見に鎮座する神社（白山神社）。

## 概要
可児郡御嵩町伏見（可児郡伏見村→可児郡伏見町伏見）の産土神社である。
創建時期は不詳。
1908年（明治41年）に伏見村内の神社（神明神社、諏訪神社など）を合祀する。
1954年（昭和29年）、岐阜県神社庁より銀幣社の指定を受ける。

## 主祭神
- 伊弉冉命
  - 伏見町誌では、主祭神は幾久理姫命とされている[1]。

## 摂末社祭神
- 天照大神
- 建御名方神
- 伊弉諾命
- 菊理姫神